# Institut d’informatique d’Auvergne

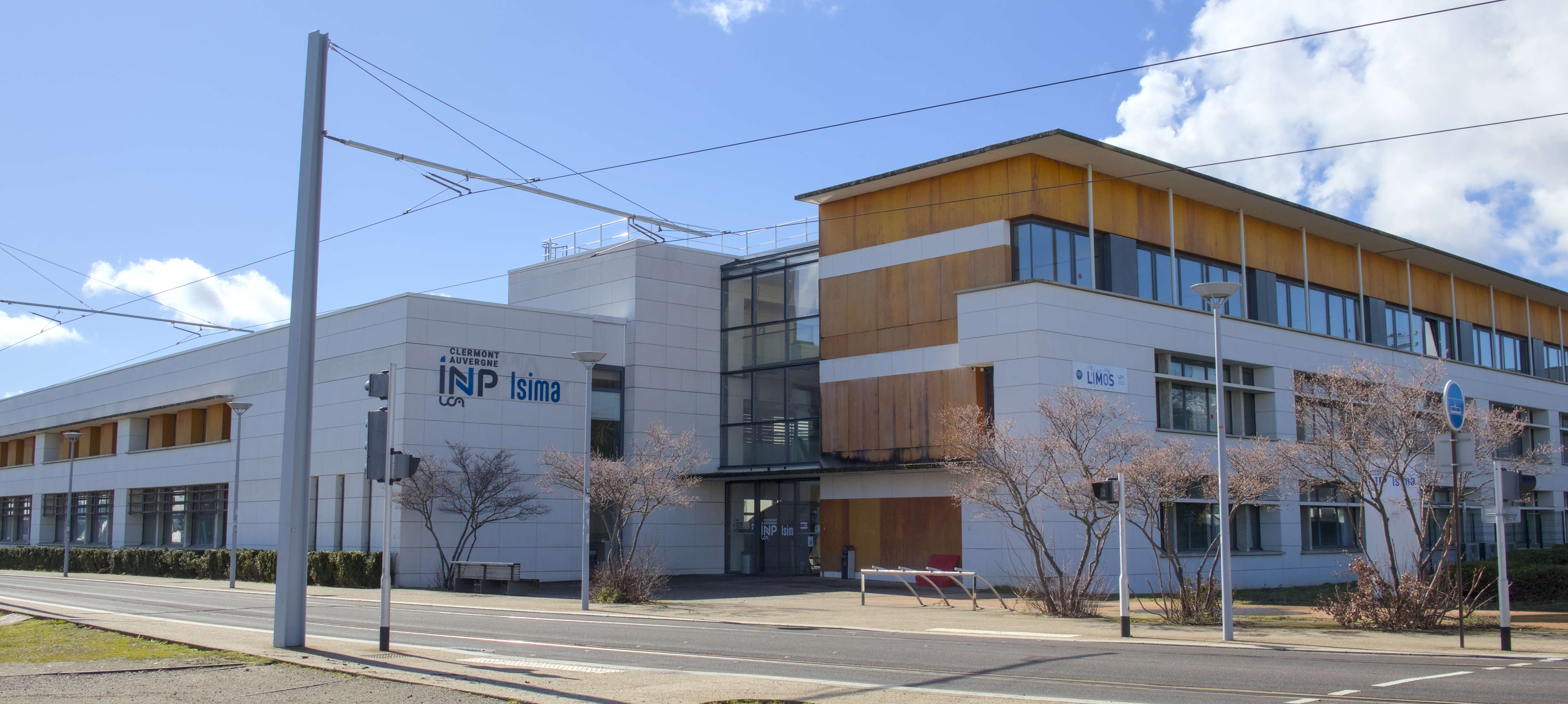
Institut d’informatique d’Auvergne (2024)

Das Institut d’informatique d’Auvergne (ISIMA, ehemals Institut supérieur d’informatique, de modélisation et de leurs applications) ist eine französische Ingenieurhochschule, die 1993 gegründet wurde.
Die Schule bildet Ingenieure in den Bereichen virtuelle Realität, Datenwissenschaft und Computersicherheit aus.
Die ISIMA befindet sich in Aubière, in der Nähe von Clermont-Ferrand, und ist eine öffentliche Hochschuleinrichtung. Die Schule ist Mitglied der Universität Clermont-Auvergne.